# Jules Ferry
Pour les articles homonymes, voir Ferry.
 (mai 2015).
Cet article concerne l'homme politique. Pour la station de métro, voir Jules Ferry (métro de Rennes). Pour le bateau, voir Jules Ferry (croiseur cuirassé).
Jules Ferry, né le 5 avril 1832 à Saint-Dié (Vosges) et mort le 17 mars 1893 à Paris, est un homme d'État français.
En 1870, après la chute du Second Empire, dont il était opposant, il est membre du gouvernement provisoire et, pour quelques mois, maire de Paris. C'est dans le cadre de cette dernière fonction qu'il contribue à réprimer les insurgés de la Commune de Paris.
Plusieurs fois ministre de l'Instruction publique et des Beaux-Arts entre 1879 et 1883, il est l'auteur des lois instaurant l'instruction obligatoire et gratuite. Ainsi vu comme le promoteur de « l'école publique laïque, gratuite et obligatoire », il est considéré après sa mort comme l’un des pères fondateurs de l'identité républicaine.
Il est président du Conseil des ministres de 1880 à 1881 et de 1883 à 1885, sous la présidence de Jules Grévy. Montrant un fort engagement pour l'expansion coloniale française, en particulier dans la péninsule indochinoise, il doit quitter la tête du gouvernement en 1885 en raison de l'affaire du Tonkin. Il se présente ensuite à l’élection présidentielle de 1887, lors de laquelle Sadi Carnot lui est préféré.
Mort à 60 ans des suites d’un infarctus du myocarde, trois semaines après avoir été élu président du Sénat, il est inhumé à Saint-Dié-des-Vosges.

## Situation personnelle

### Origines
Jules François Camille Ferry est le fils de Charles-Édouard Ferry, avocat, libre-penseur, et d’Adèle Jamelet, et le petit-fils de François-Joseph Ferry, maire indépendant de la ville de Saint-Dié (Vosges) de 1797 à 1815 et en 1816. Il a une sœur et un frère, respectivement, Adèle (1826-1871) et Charles (1834-1909). 
Il est issu d'une famille catholique vosgienne de fondeurs de cloches, originaire d'Anould (Vosges) puis établie à Saint-Dié en 1718. Les Ferry sont à la tête d’une tuilerie en 1794[réf. nécessaire].

### Formation
Élève au collège de Saint-Dié jusqu'en 1846, puis au lycée impérial de Strasbourg (actuellement lycée Fustel-de-Coulanges), où sa famille s'est installée en 1846, Jules Ferry est ensuite étudiant à la faculté de droit de Paris, ville dans laquelle réside sa famille à partir de 1850.

### Carrière professionnelle
Jules Ferry devient un avocat réputé et se passionne pour la chose publique, se spécialisant rapidement dans la défense des républicains.
Il collabore régulièrement aux journaux La Presse, Le Courrier de Paris, Le Temps, et est un pamphlétaire reconnu à l’époque.

### Vie privée et familiale
Le 8 juillet 1875, les francs-maçons donnent une grande solennité à sa réception par le Grand Orient de France au sein de la loge « La Clémente Amitié ». Il y est reçu en même temps qu'Émile Littré et que Grégoire Wyrouboff, autres disciples d'Auguste Comte. Dans une lettre adressée à Charles Cousin, président de la loge, celui-ci déclare : « Ayant à faire une confession intellectuelle devant ceux qui veulent bien m'admettre parmi leurs frères, je déclare adhérer aux principes de philosophie morale que j'ai trouvés, il y a une quinzaine d'années dans les livres du fondateur de la philosophie positive. » Une grande publicité est faite au discours que Littré prononce à cette occasion, et la presse en donne un large écho. Par la suite, Ferry appartient à la loge « Alsace-Lorraine ».
La même année, Jules Ferry épouse la fille de l'industriel Camille Risler, Eugénie Risler, de dix-huit ans sa cadette, issue d'une famille protestante et républicaine ayant fait fortune dans l'industrie à Thann en Alsace, et dont la dot est de 500 000 francs. Le mariage est célébré dans la mairie du 8e arrondissement de Paris. Cette union offre à Ferry un accès au réseau de la haute bourgeoisie locale et parisienne. Charles Risler, frère de la mariée devient maire du 7e arrondissement de Paris sept années plus tard.

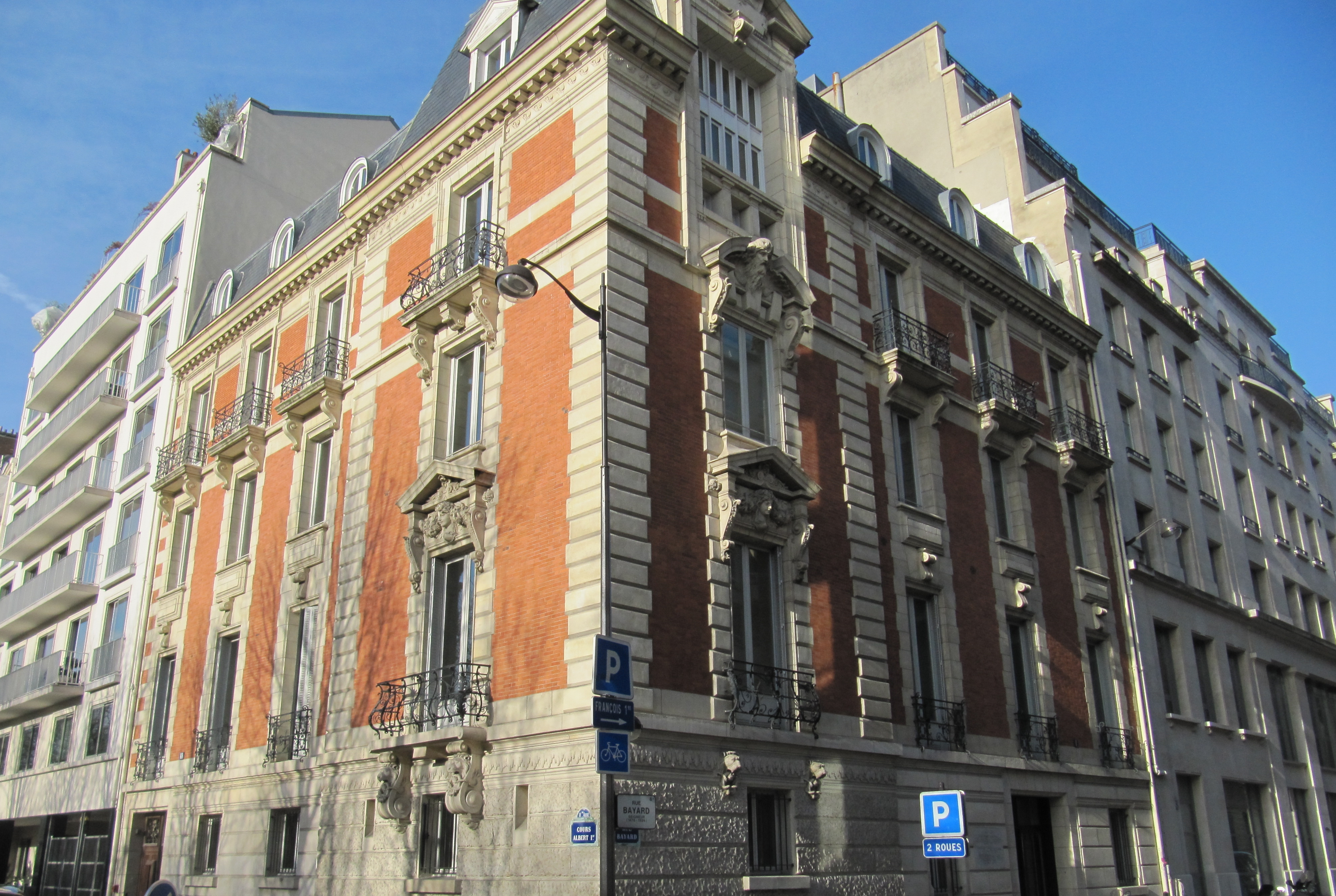
1, rue Bayard, domicile parisien de Jules Ferry.

Le couple fait construire un chalet suisse, résidence secondaire, sur les contreforts du massif forestier du Kemberg à Saint-Dié, mais réside le plus souvent à Paris, dans l'hôtel particulier construit par le frère de Jules, Charles Ferry au 1 rue Bayard. Sans descendance directe, Jules Ferry reporte toute son affection sur son neveu Abel Ferry, qu'il adopte, en le faisant son unique héritier.

## Parcours politique

### Débuts

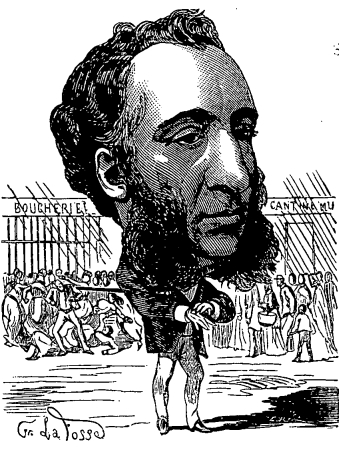
Caricature de Jules Ferry par Georges Lafosse (parue dans Le Trombinoscope de Touchatout en 1872).

Opposant actif au Second Empire, Jules Ferry connaît la notoriété en publiant en 1868 une série d'articles pamphlétaires humoristiques contre le préfet de la Seine Haussmann, fustigeant la gestion opaque du financement de ses travaux parisiens : Les Comptes fantastiques d’Haussmann,
Il est élu député républicain de la 6e circonscription de Paris en mai 1869.
Ennemi déclaré de l'Empire, républicain convaincu, Jules Ferry prend place au palais dans le groupe des opposants, avec Charles Floquet, Émile Durier, Ferdinand Hérold, Anne-Charles Hérisson, Jean-Jules Clamageran, Amaury Dréo, Clément Laurier, Léon Gambetta. Il est impliqué dans le fameux procès des Treize en 1864 ; avec Garnier-Pagès et Hippolyte Carnot, treize républicains, qui s’étaient réunis chez Garnier-Pagès peu avant des élections à Paris, sont arrêtés pour réunion non autorisée et condamnés à 500 francs d’amende.
Le 4 septembre 1870, il devient membre du gouvernement de la Défense nationale. Nommé maire de Paris le 15 novembre 1870,, il a la charge d'assurer le ravitaillement de la capitale assiégée par l'armée prussienne. Selon Karl Marx, il tire fortune de cette fonction. Les restrictions alimentaires qu'il impose lui valent les surnoms de « Ferry-Famine » et « Ferry l'affameur ». Une commission mixte de l'enseignement est instaurée,. Celle-ci est composée de femmes et d'hommes compétents en matière d'instruction. Dans les rapports de cette commission, figure déjà l'affirmation de gratuité et d'obligation présente dans les lois scolaires promulguées sous son ministère.
Le premier jour de l'insurrection de la Commune de Paris, le 18 mars 1871, adversaire résolu des fédérés, auxquels il ne peut résister, il fuit la ville. Cependant, il conserve officiellement la fonction de maire jusqu'au 5 juin 1871. Il encourage Adolphe Thiers à employer la manière forte et à récupérer les canons des gardes nationaux, dans la nuit du 17 au 18 mars 1871, initiative qui déclenche une journée insurrectionnelle et le départ de Thiers de Paris à Versailles.
Aux élections du 8 février 1871, il est élu député des Vosges à l'Assemblée nationale avec le soutien de son frère Charles Ferry : il conserve son mandat de député jusqu'en 1889. Il est chargé de négocier la frontière sur la ligne de crête vosgienne, se montrant intransigeant sur ses principes. C’est une expérience douloureuse, car les négociateurs dissèquent son arrondissement natal et l’Alsace, où avait vécu une partie de sa famille, rejoint désormais le Reich allemand, tout comme la Moselle.
Dans la région de Saint-Dié, il fait aussi face à un avocat républicain, Albert Ferry, sans lien de parenté, qui cherche lui-aussi à s'implanter dans le département ; il devient d'ailleurs maire de Saint-Dié en 1880, un mandat que Jules Ferry n'a jamais brigué. Chef de file de la majorité départementale des Vosges, candidat républicain en face de Louis Joseph Buffet, Jules Ferry est élu le 8 octobre 1871 conseiller général dans le canton du Thillot. Le jeune vice-président du conseil général suscite l'ire des autorités administratives. Adolphe Thiers décide, afin de le protéger, de l'éloigner des Vosges, encore occupées par les troupes prussiennes, en l'envoyant à Athènes résoudre, avec rang d'ambassadeur, le différend entre les gouvernements grec, français et italien au sujet des mines du Laurion (1872–1873).
À son retour en France, Jules Ferry devient l'un des chefs de l'opposition républicaine, jusqu'à l'élection de Jules Grévy à la présidence. Il est réélu député en 1876 puis en 1877 dans l'arrondissement de Saint-Dié ; en 1881, il fait redécouper l'arrondissement pour satisfaire son rival Albert Ferry : ceux-ci obtiennent chacun une victoire aux législatives et Jules Ferry siège au sein de la Gauche républicaine, en opposition à Gambetta.

### Ministre de l'Instruction publique et président du Conseil

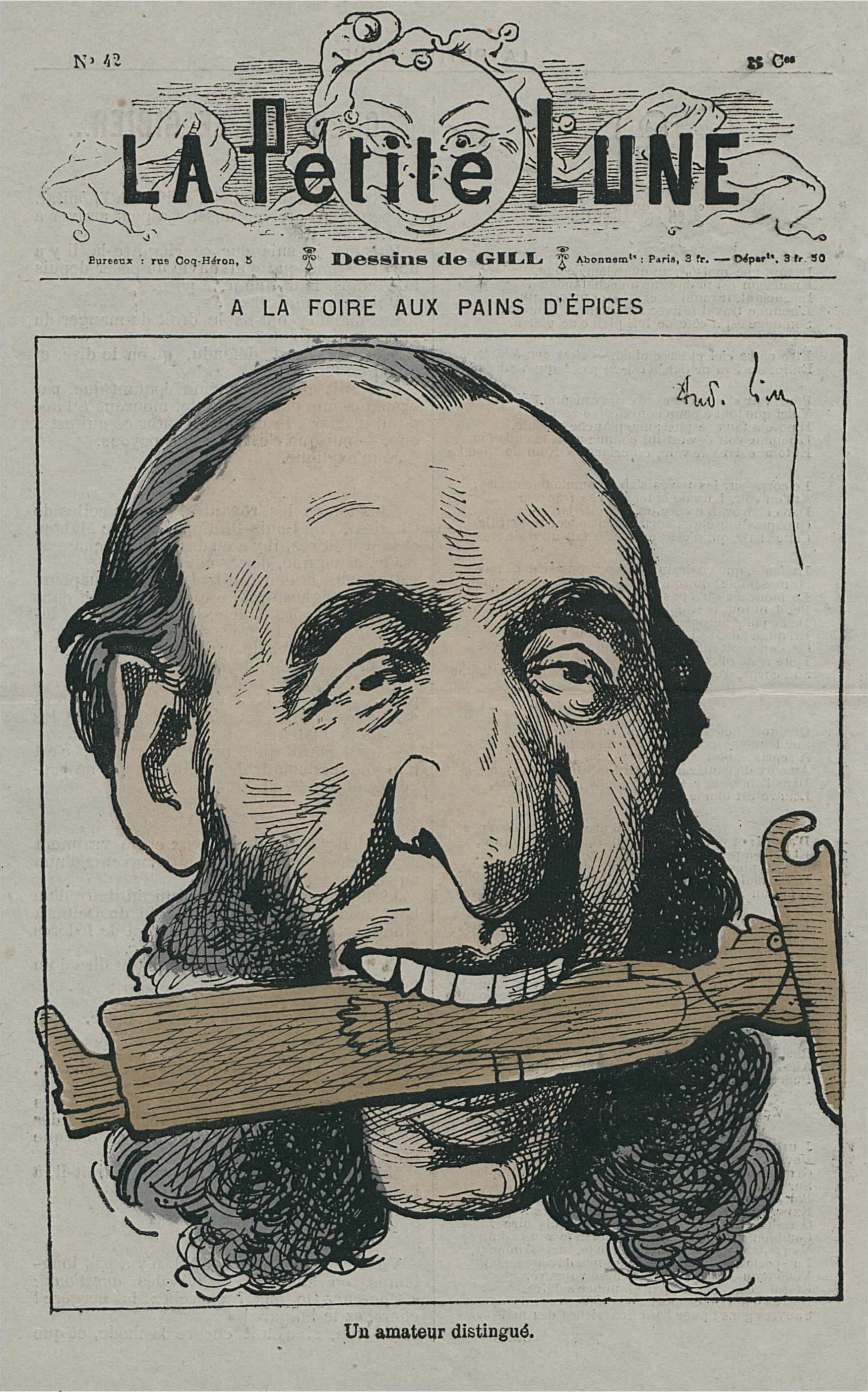
André Gill : caricature de Jules Ferry croquant un prêtre (La Petite Lune, 1878).

Ministre de l'Instruction publique du 4 février 1879 au 23 septembre 1880 dans le cabinet Waddington, Jules Ferry attache son nom aux lois scolaires. Ses premières mesures sont :
- la création d'une École normale supérieure féminine à Sèvres et d'une agrégation féminine, le 9 août 1879 ;
- la nomination de Ferdinand Buisson comme directeur de l'enseignement primaire en 1879 ;
- la collation des grades universitaires retirée à l'enseignement privé (12 mars 1880) ;
- l'expulsion des congrégations religieuses non autorisées (29 mars 1880).

Président du Conseil du 23 septembre 1880 au 10 novembre 1881, il poursuit la mise en place des lois sur l'enseignement, avec :
- l'extension aux jeunes filles de l'enseignement secondaire d'État (21 décembre 1880) ;
- l'instruction primaire (6 à 13 ans) gratuite, laïque et obligatoire (16 juin 1881).

De nouveau ministre de l'Instruction du 31 janvier au 29 juillet 1882 (ministère Freycinet), il continue son œuvre scolaire, notamment avec la loi relative à l'obligation et à la laïcité de l'enseignement (28 mars 1882) ; ce texte, suite logique de celle portant sur l'obligation scolaire, est une obligation d'instruction et non de scolarisation.
Il est de nouveau président du Conseil du 21 février 1883 au 30 mars 1885, en même temps que ministre de l'Instruction publique et des Beaux-Arts jusqu'au 20 novembre 1883, date à laquelle il est remplacé par Armand Fallières. Il rédige une lettre circulaire aux instituteurs, le 17 novembre 1883, trois jours avant de confier le ministère de l'Instruction à Fallières. Cette lettre contient des recommandations très importantes en matière d'éducation morale, nécessaire pour « communiquer la sagesse du genre humain, […] une de ces idées d'ordre universel que plusieurs siècles de civilisation ont fait entrer dans le patrimoine de l'humanité ». Il présente cet enseignement de la morale comme l'objet central de la mission de l'instituteur, "ce qui fait la dignité de la profession", mais incite les enseignants à respecter scrupuleusement l'autorité des parents, en particulier en matière religieuse, qui relève de la sphère privée.
Ferry, anticlérical mais pas antireligieux, s'opposant ainsi aux positions d'Émile Combes, ne souhaite pas dans un premier temps imposer un monopole en matière d'éducation ; il laisse subsister l'enseignement confessionnel, mais sa volonté de laïcisation fait qu'il est exécré par la presse cléricale qui l'appelle « Ferry sans Dieu ».
Alors que l'orthographe devient une discipline scolaire dans les écoles au cours du XIXe siècle, Jules Ferry et Ferdinand Buisson, qui rénovent ensemble le système éducatif à partir de 1880, tentent de lutter contre cette vague orthographique pour lui substituer un enseignement du français plus riche et vaste. En effet, après de la guerre de 1870, le niveau culturel des Français (en géographie, en histoire ou leurs connaissances des grands écrivains français) comparé à celui des Prussiens, est montré du doigt. Avec Jules Ferry, entre officiellement à l'école l'enseignement « de la langue française », qui fait la part belle à l'étude des grands auteurs français, l'explication de texte et la récitation de poésie, exercice jusqu'alors inconnu (arrêté du 27 juillet 1882). Avant, seuls les enseignements de l'orthographe et de la grammaire étaient prévus. Or le temps scolaire est limité et ce nouvel enseignement se fait au détriment de l'orthographe et de la grammaire. Jules Ferry et Ferdinand Buisson seront accusés de faire baisser le niveau d'orthographe des Français.
Pour ce qui concerne l'éducation des jeunes filles, Jules Ferry pense qu'elle doit être spécifique afin d'être accordée à leur rôle social particulier. Il refuse pour cette raison la mixité scolaire. Tout en ne voyant aucune raison de douter de l'égalité d'aptitude intellectuelle entre les sexes, il n'en tire pas pour conclusion que les femmes doivent recevoir un enseignement identique à celui des hommes. Sa vision a notamment pour conséquence des cours en travail manuel très différents entre les filles (couture, cuisine) et les garçons (travail du bois). Le secondaire féminin créé par Camille Sée avec l'appui de Jules Ferry se distingue lui aussi nettement du secondaire masculin et privilégie un enseignement de lettres et de langues modernes.
Limite de la politique scolaire inspirée par Jules Ferry : en 1870, le militant républicain déclarait à propos de l'opposition entre les classes qui ont reçu l'instruction et celles qui ne l'ont pas reçue : "je vous défie de faire jamais de ces deux classes une nation égalitaire, une nation animée de cet esprit d’ensemble et de cette confraternité́ d’idées qui font la force des vraies démocraties, si, entre ces deux classes, il n’y a pas eu le premier rapprochement, la première fusion qui résulte du mélange des riches et des pauvres sur les bancs de quelque école »  Mais le responsable politique des années 1880 ne remettra pas en cause l'existence des deux ordres d'enseignement dont il hérite, l'un réservé aux couches sociales privilégiées, scolarisées de la 11e au baccalauréat au "petit lycée" puis au lycée, payants et accordant une fonction de distinction importante à l'enseignement du latin, l'autre, concernant environ 95 % d'une classe d'âge, scolarisant gratuitement les couches populaires à l'École primaire, de 7 à 13 ans, voire un peu plus pour la minorité poursuivant en école primaire supérieure en vue d'obtenir le brevet élémentaire. Scolarisation distincte selon le milieu social qui, malgré quelques évolutions, perdurera pour l'essentiel jusqu'à la seconde moitié du XXe siècle.

### Partisan de l'expansion coloniale

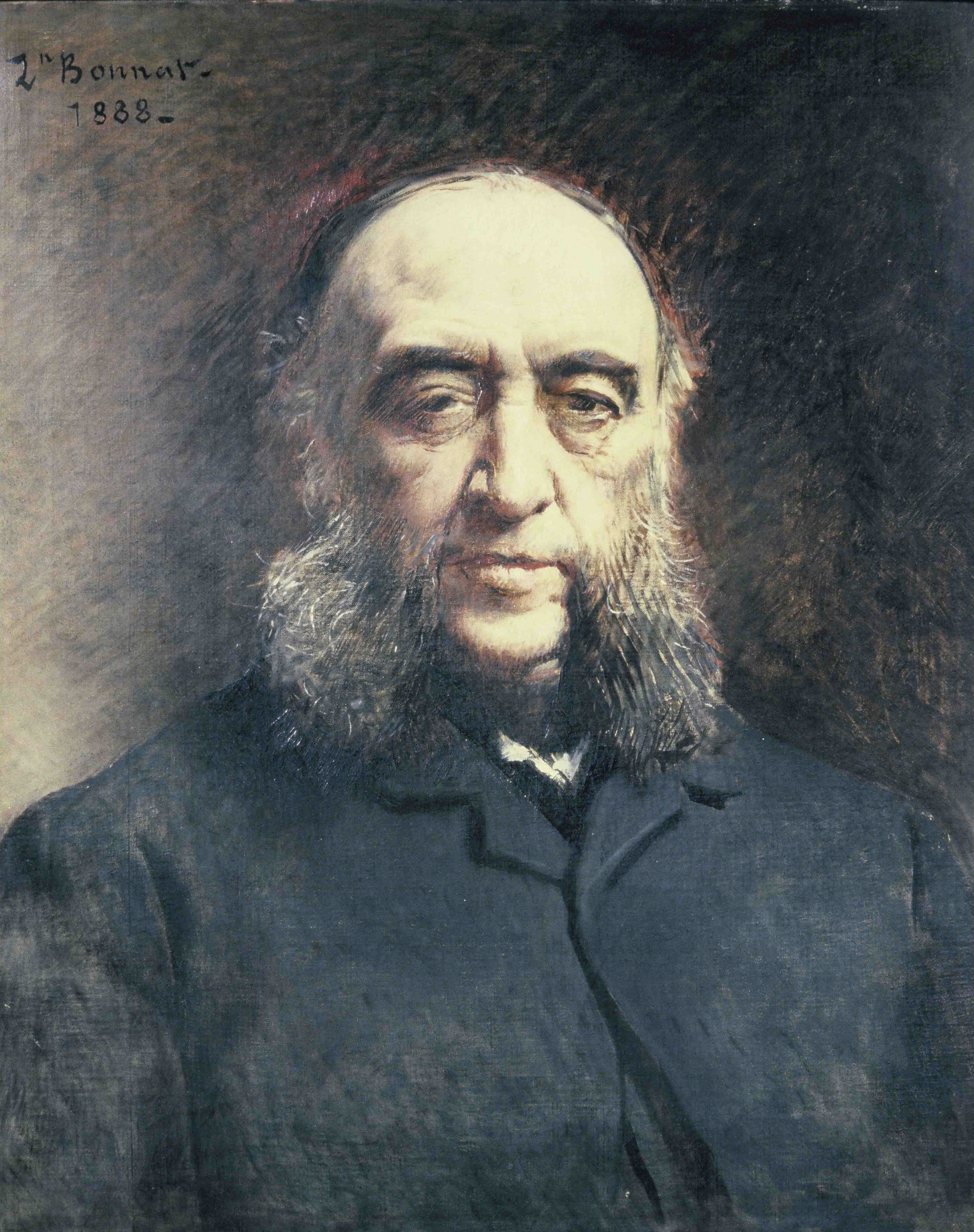
Portrait par Léon Bonnat (1888).

Jules Ferry se montre un partisan actif de l'expansion coloniale française. Il est surnommé « Tonkinois » par ses adversaires politiques et une partie de l'opinion publique hostile à l'expansion coloniale.
On retrouve notamment l'empreinte de Ferry en Tunisie, dont il obtient le protectorat le 12 mai 1881 par le traité du Bardo, et à Madagascar. Il lance l’explorateur Pierre Savorgnan de Brazza à la conquête du Congo (1879), dossier qui lui est fatal lors de sa seconde présidence du Conseil. Il s'était d'ailleurs réservé le portefeuille des Affaires étrangères.
Les conservateurs sont opposés à la colonisation, qu'ils accusent de détourner hors du territoire les investissements, tandis que les progressistes y sont favorables pour des questions idéologiques. La gauche républicaine et radicale de Georges Clemenceau y est opposée également, parce que les aventures colonialistes détournent l'attention des provinces perdues d'Alsace-Lorraine. Jules Ferry, du parti des Républicains modérés se proclame alors fervent promoteur de la colonisation. Le gouvernement Ferry tombe principalement sur cette question d'une idéologie semble-t-il raciste (anachronisme), pour le moins en contradiction avec l'Article Premier : « Les hommes naissent et demeurent libres et égaux en droits. »). Sur cet anachronisme on peut citer que son adversaire politique Camille Pelletan que l'on qualifierait aujourd'hui d'antiraciste utilisait lui-même le terme de race et se qualifiait d'« écrivain de race ». On voit que ce terme avait à l'époque le sens de vocation, archétype, et pas encore le sens actuel qui se cristallise principalement lors de la déviance nazie. De fait, Jules Ferry prononce les mots de « race supérieure » et « race inférieure ». Les positions s'inversent diamétralement en trois ou quatre générations.[pas clair]
Ayant obtenu d'un vote de la Chambre les crédits nécessaires à la conquête du Tonkin, il provoque une extension du conflit à la Chine.
Ferry prononce un discours dont Charles-André Julien a pu dire qu'il était « le premier manifeste impérialiste qui ait été porté à la Tribune ».
Dans son discours du 28 juillet 1885, Ferry illustre les présupposés du discours colonisateur d'un pan des républicains sous la IIIe République :

« Messieurs, il y a un second point, un second ordre d’idées que je dois également aborder (…) : c’est le côté humanitaire et civilisateur de la question. (…) Messieurs, il faut parler plus haut et plus vrai ! Il faut dire ouvertement qu’en effet les races supérieures ont un droit vis-à-vis des races inférieures. (…) Je répète qu’il y a pour les races supérieures un droit, parce qu’il y a un devoir pour elles. Elles ont le devoir de civiliser les races inférieures. (…) Ces devoirs ont souvent été méconnus dans l'histoire des siècles précédents, et certainement quand les soldats et les explorateurs espagnols introduisaient l'esclavage dans l'Amérique centrale, ils n'accomplissaient pas leur devoir d'hommes de race supérieure. Mais de nos jours, je soutiens que les nations européennes s'acquittent avec largeur, grandeur et honnêteté de ce devoir supérieur de la civilisation. »

Inversement, dans une réponse au discours prononcé par Jules Ferry le 30 juillet 1885, Georges Clemenceau s'indigne que l'on puisse s'appuyer sur un « droit des nations dites supérieures ». Il rappelle dans quelle étendue « au nom de la justice et de la civilisation » des violences et des crimes ont été commis. Il considère que la conquête que Ferry préconise, loin d'être un droit ou un devoir, est un abus de la force justifié au profit du seul « civilisateur ». Clemenceau, isolé à cet égard au sein de la gauche républicaine, estime que ces théories servent de prétexte à justifier une politique propice au pillage qui va donc rapidement se montrer contraire aux droits de l'homme. Alexandre Millerand critique également ces « expéditions lointaines », qu'il estime trop coûteuses en moyens humains et budgétaires pour la France,.

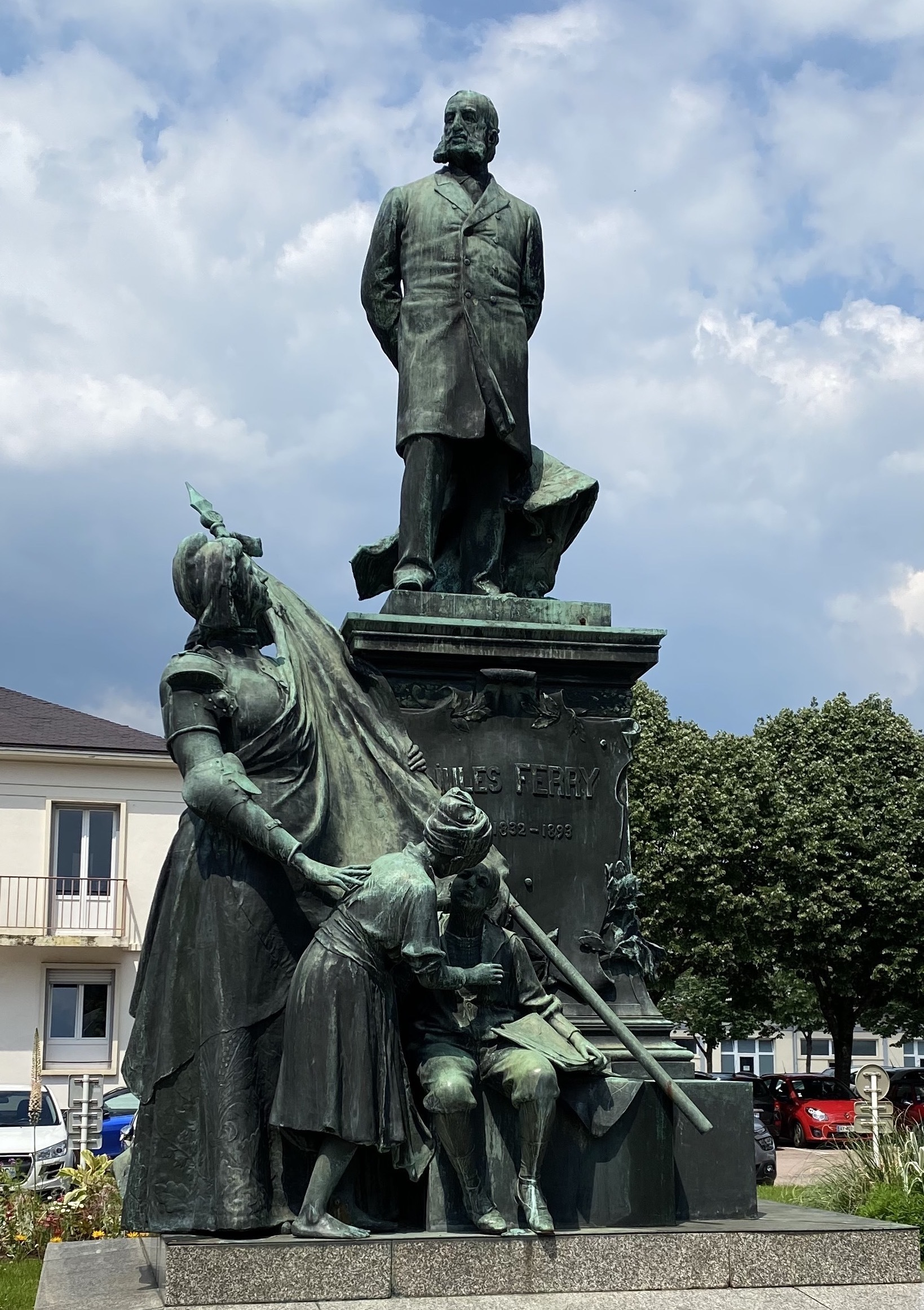
Le monument de Saint-Dié-des-Vosges (1896), dû au sculpteur Antonin Mercié, représente, devant le piédestal supportant la statue en pied de l'homme d'État, une Marianne symbolisant la République, un enfant annamite rappelant l'œuvre coloniale de Ferry, ainsi qu'un écolier qui évoque les lois scolaires des années 1880.

Peu d'hommes politiques de l'époque, quel que soit leur bord, remettent en question l'idée de supériorité européenne (l'Amérique n'en étant vue que comme une excroissance). La droite, illustrée par Thiers , réclame que l'on réserve l'argent épargné par les Français à des travaux de développement de la France. La gauche se préoccupe davantage de questions humaines comme la médecine, la vaccination, l'hygiène, l'éducation, la lutte contre les féodalités en place et les superstitions, mais critique elle aussi Ferry sur les points économiques[réf. nécessaire].
Les grands intellectuels de l'époque étaient favorables à la colonisation, qui permettait selon eux de faire avancer les peuples dits « en retard ». Victor Hugo défend la politique de Ferry au nom des droits de l'Homme ; cela n'a rien d'un paradoxe si l'on suppose que le Blanc est « plus en avance » : il a alors un devoir de civiliser, d'apporter l'évolution aux peuples moins développés, comme jadis les Romains aux Gaulois, exemple cher à Ferry[réf. nécessaire].
D'après l'historien Claude Nicolet, l'attitude de Jules Ferry envers la colonisation répond à la conception comtienne du devoir des forts envers les faibles ; ce devoir consisterait à civiliser des « races », qui, une fois éduquées, ne seraient plus inférieures à celles qui les ont précédées dans le progrès. Il affirme : « Quant à moi, je crois qu'il y a là une loi de la civilisation et quand je vois autour des tapis verts de la diplomatie le cercle des envoyés européens des représentants des vieilles et grandes puissances, s'accroître de quelques visages cuivrés ou noirs, je ne ris pas, je salue le progrès de l'humanité et de la civilisation. »
Néanmoins, le caractère économique (véritable source du débat), occupe l'extrême majorité des propos de Ferry, le 28 juillet 1885 : « La concurrence, la loi de l'offre et de la demande, la liberté des échanges, l'influence des spéculations, tout cela rayonne dans un cercle qui s'étend jusqu'aux extrémités du monde. C'est là un problème extrêmement grave. Il est si grave (…) que les gens les moins avisés sont condamnés à déjà prévoir l'époque où ce grand marché de l'Amérique du Sud nous sera disputé et peut-être enlevé par les produits de l'Amérique du Nord. Il faut chercher des débouchés… »
Finalement, l'expansion coloniale pour Ferry se justifie par les intérêts de la géopolitique française qui veut qu'en tant que puissance, elle ait des points d'appui partout dans le monde : « Je dis que la politique coloniale de la France, que la politique d'expansion coloniale, celle qui nous a fait aller, sous l'Empire, à Saïgon, en Cochinchine, celle qui nous a conduits en Tunisie, celle qui nous a amenés à Madagascar, je dis que cette politique d'expansion coloniale s'est inspirée d'une vérité sur laquelle il faut pourtant appeler un instant votre attention : à savoir qu'une marine comme la nôtre ne peut pas se passer, sur la surface des mers, d'abris solides, de défenses, de centres de ravitaillement. (…) Rayonner sans agir, sans se mêler aux affaires du monde, (…) c'est abdiquer, et, dans un temps plus court que vous ne pouvez le croire, c'est descendre du premier rang au troisième et au quatrième… »
L'annonce de l'évacuation de Lạng Sơn, qui lui vaut le surnom de « Ferry-Tonkin », déclenche une violente opposition parlementaire et des spéculations boursières du printemps 1885, lors de l'affaire du Tonkin. Une dépêche Havas confond en effet la modeste retraite de Lang Son de l'armée française avec un abandon général du delta du fleuve Rouge. La fausse nouvelle, donnée « de bonne foi » par le général Louis Brière de l'Isle, fait chuter la Bourse de Paris et le gouvernement, « au moment même où arrive une deuxième dépêche minimisant l'importance des combats ». Le 26 août 1883, les milieux financiers s'étaient inquiétés, redoutant de lourdes dépenses de guerre, puis découvrant le 9 septembre 1883 que le traité de paix franco-vietnamien n’était pas reconnu par la Chine.
Cette affaire provoque sa chute[pas clair] le 30 mars 1885[réf. souhaitée].

### Succession d'échecs

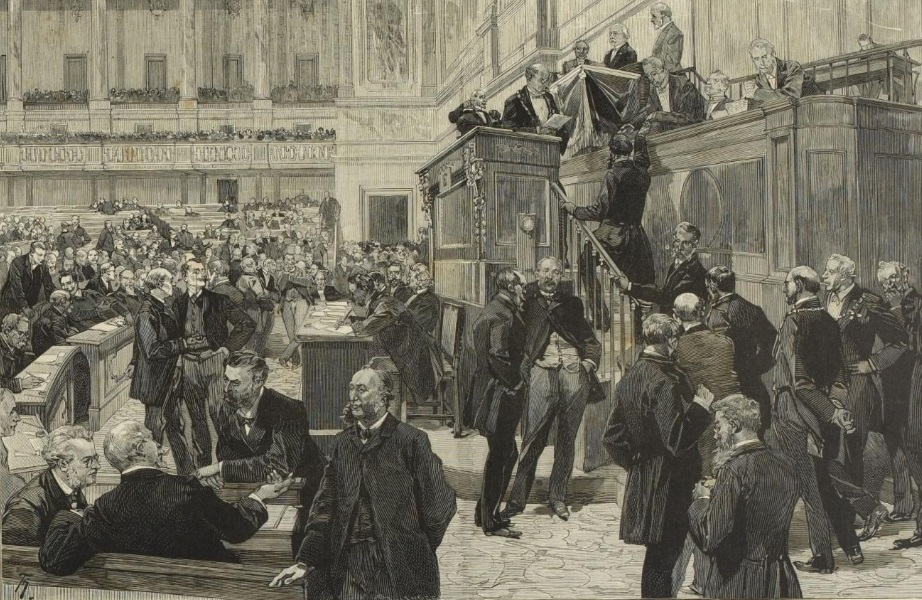
Élection présidentielle de 1887 : vote de l’Assemblée nationale au château de Versailles, avec Jules Ferry au premier plan (gravure d’Albert Bellenger).

Jules Ferry est réélu député en octobre 1885. Il continue alors d'être un homme fort du groupe opportuniste. Il s'oppose presque immédiatement à Georges Boulanger qu'il démasque comme un arriviste, dangereux pour son camp politique puis à partir de la mi-1886, pour la République. Il s'emploie alors à le démettre début 1887 avec le soutien de Charles de Freycinet, Jules Grévy et de la droite. Il y parvient en mai 1887 et face à l'impossibilité de mettre en place un nouveau gouvernement de concentration avec les radicaux sans Boulanger, il choisit de favoriser l'alliance avec la droite de Armand de Mackau. Fin 1887, il finit par voir que cette alliance ne mène nulle part et ne permet pas au gouvernement de gouverner.

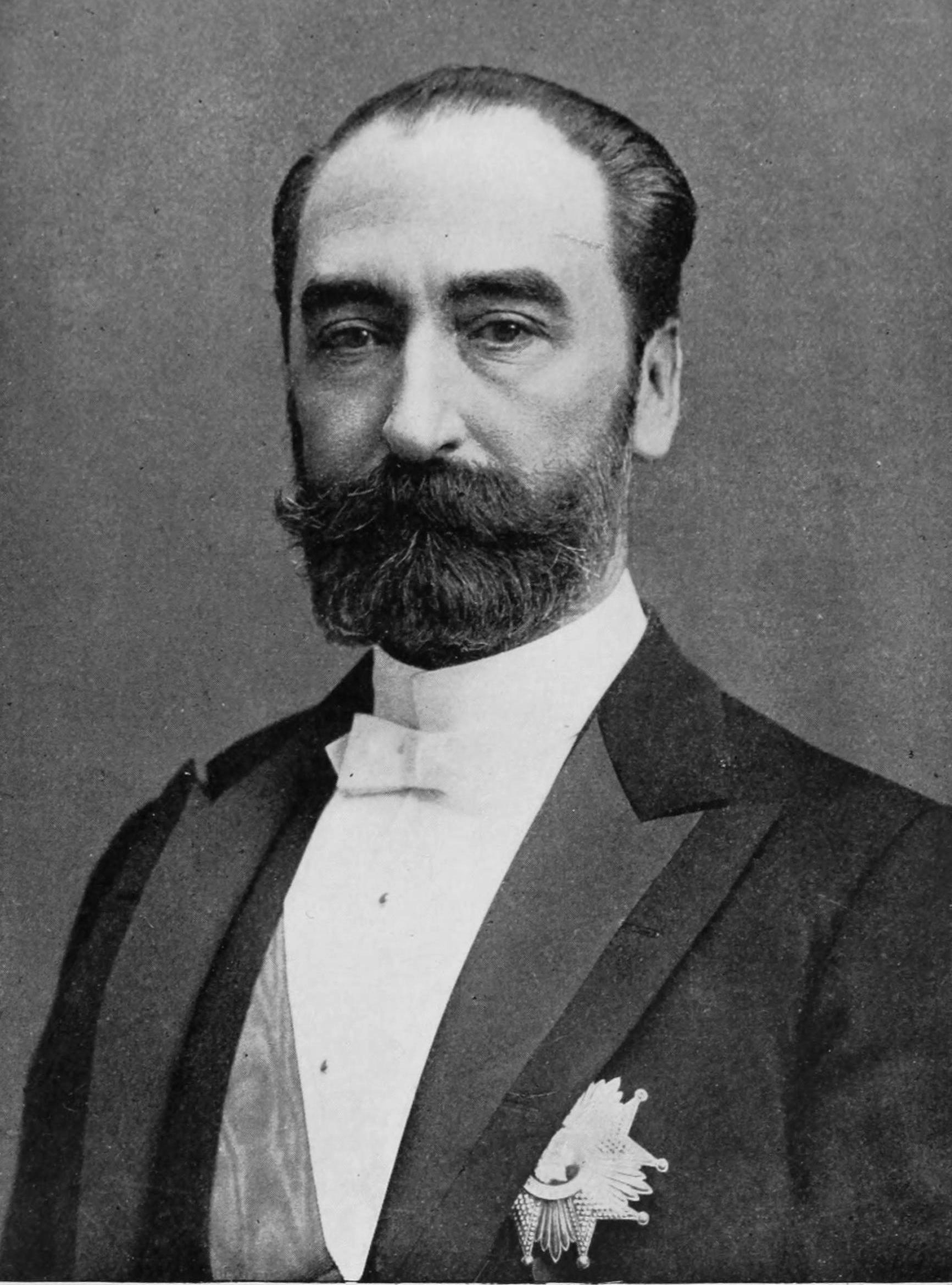
Candidat à l’Élysée en 1887, Jules Ferry fait face à l’hostilité des radicaux menés par Clemenceau, qui favorise la victoire de Sadi Carnot (photo).

Lâché par les radicaux, il échoue lors de l'élection présidentielle du 3 décembre 1887 face à Sadi Carnot. Ce jour-là, le Conseil municipal de Paris avait installé, « en plein hôtel de ville, un bureau révolutionnaire décidé à proclamer la Commune si M. Jules Ferry avait été élu président de la République ».
Une semaine plus tard, Jules Ferry est blessé à la Chambre par deux coups de revolver tirés par un fou du nom d'Aubertin. Une balle a atteint le flanc droit, l'autre a causé une blessure apparemment bénigne à la poitrine, au niveau du cœur. 
À partir de 1888, Jules Ferry réapparait publiquement et de manière plus active contre le boulangisme. Une première fois, à Remiremont le 2 septembre, il appelle à l'union de tous les républicains, ce qui lui attire le mépris de certains des opportunistes. Le 21 décembre, au sein de l'Association nationale républicaine, il prône la modération, la paix religieuse, refuse la révision et la séparation des Églises[pas clair] mais aussi un véritable gouvernement stable.
Aux élections législatives du 22 septembre 1889, il est battu par Ernest Picot, conservateur et boulangiste, parce que les ouvriers du tissage lui en veulent d'être proche des industriels et écoutent les rumeurs disant qu'il serait proche de Bismarck, beaucoup de ces ouvriers étant d'anciens Alsaciens ayant opté pour la France. Le scrutin est annulé par le Conseil d'État pour corruption, sur recommandation de Georges Clemenceau. Jules Ferry ne se représente pas, sur conseil du camp républicain, soutenant la candidature de Jean Tricoche.

### Élection et présidence du Sénat
Par ailleurs président du conseil général des Vosges et de l'Association nationale républicaine, il est élu au Sénat en 1891 et en devient président le 24 février 1893. Sa mort soudaine, 21 jours plus tard, fait de lui le président du Sénat français au mandat le plus court.

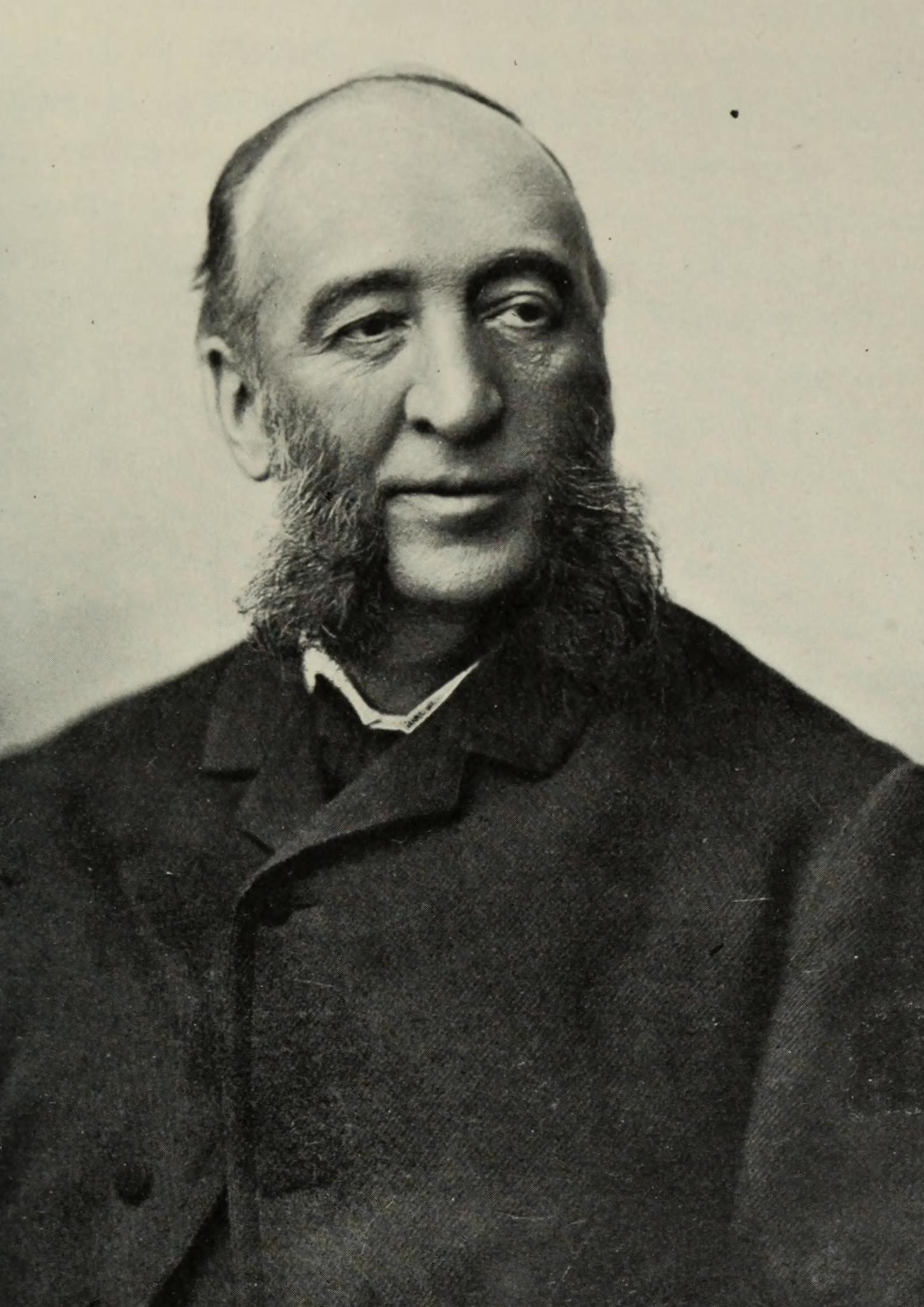
Portrait photographique de Jules Ferry (date inconnue).

À partir de mars 1891, il préside la commission sénatoriale d'études des questions algériennes ; à ce titre, il est l'auteur d'un rapport publié en 1892 sous le titre « Le gouvernement de l'Algérie ». Une délégation qu'il conduit effectue un voyage d’enquête durant 53 jours. Il y découvre les réalités algériennes et les envers de la colonisation. Dans son rapport, il condamne notamment la politique d'assimilation administrative et législative menée jusque-là. Il dénonce l'expropriation du sol natal des indigènes, leur exploitation par les communes européennes et suggère de renforcer la représentation politique des musulmans. Dans ces grandes lignes, les propositions contenues dans le rapport reprennent certains éléments de la politique algérienne voulue par Napoléon III et sont opposées aux positions tenues par Jules Ferry lui-même dans les années 1870. Ces positions lui valent la perte de l'appui des républicains opportunistes d'Algérie, qui dénoncent son « excessive bienveillance pour les indigènes ». Le Sénat ratifie le rapport le 30 mai 1893, mais presque rien des réformes préconisées en faveur des indigènes ne passe dans les faits.

### Mort et funérailles nationales
Jules Ferry échappe par deux fois, en 1883 et 1887, à des attentats perpétrés contre lui, le second par un déséquilibré partisan de Clemenceau, qui lui laisse une balle dans la poitrine. Cela le handicape jusqu'à sa mort d'une crise cardiaque au 1 rue Bayard, le 17 mars 1893.

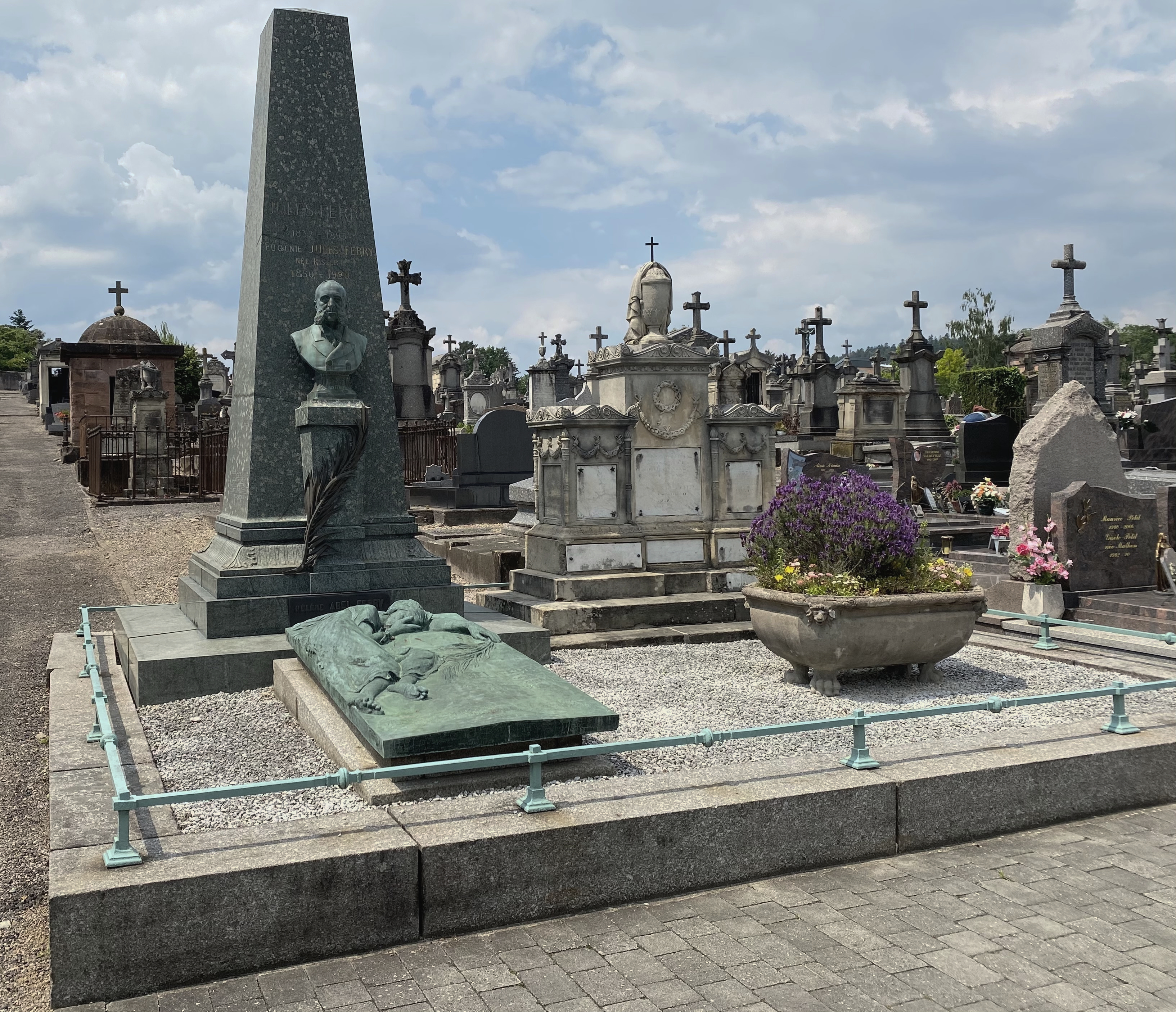
Caveau de la famille Ferry, avec à gauche un buste de Jules Ferry et un gisant de son neveu Abel, au cimetière rive droite de Saint-Dié-des-Vosges.

Il est décidé de lui faire des funérailles nationales (loi du 20 mars 1893 débloquant un crédit de 20 000 francs), mais la famille refuse en raison de son hostilité à l'égard du gouvernement, estimant que Clemenceau, en particulier, a cherché par tous les moyens à discréditer Ferry ; on lui attribue ce cruel portrait de celui dont il renversa le gouvernement en mars 1885 : « Pas un malhonnête homme, mais du point de vue de l'intelligence, en dessous du médiocre. Ces gens-là habituellement ont au moins la parole, ils n'expriment peut-être que du vent, mais ils l'expriment […]. Et si on en a fait un président du Conseil, c'est précisément parce qu'il n'était bon à rien »[réf. nécessaire].
Des obsèques nationales ont cependant lieu le 22 mars dans la cour d'honneur du palais du Luxembourg puis un immense cortège conduit la dépouille de Ferry jusqu'à la gare de l'Est d'où un train spécial l’emmène vers les Vosges. Ferry y est inhumé le lendemain dans le caveau familial à Saint-Dié,, selon son testament « en face de cette ligne bleue des Vosges d'où monte jusqu'à mon cœur fidèle la plainte touchante des vaincus ».

## Jugements sur son action
Élevé dans une famille aisée et catholique, le jeune homme représente la troisième génération d’une famille d’artisans du métier du feu enrichie après la Révolution et engagée dès 1789 pour la République.
Le jeune journaliste, polémiste et provocateur, a séduit les opposants au régime napoléonien par son sens de la dérision et de l’humour. Il faut surtout un grand courage physique ou une terrible insouciance bonhomme pour fronder un régime politique, d’essence dictatoriale, même sur la défensive après 1860. Et la facilité d’expression de Ferry déconcerte même les anciens conservateurs royalistes. Ses idées politiques, modérées, sont celles d’un républicain de centre gauche. Le vieux Thiers entrevoit chez ce jeune journaliste formé au droit une grande carrière un peu à son image.

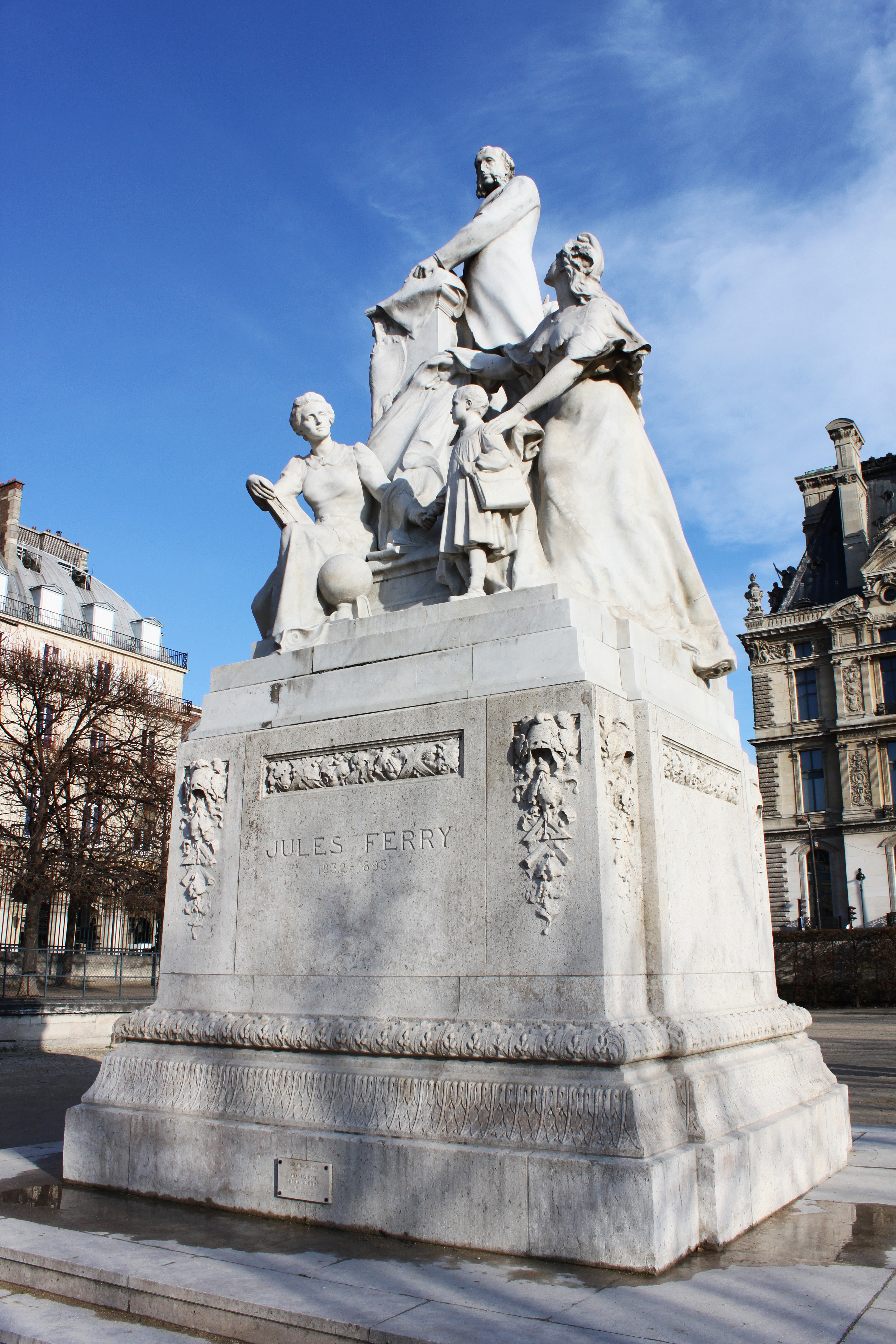
Monument à Jules Ferry dans le jardin des Tuileries, Paris. On reconnaît sous sa figure un écolier avec sa maîtresse, ainsi qu'une représentation de Marianne. Œuvre de Gustave Michel (1910).

L’homme public sort aigri du siège de Paris et de la révolte de la Commune de Paris. En 1871, Karl Marx émet sur lui un jugement sévère : « […] Avocat sans le sou avant le 4 septembre, réussit comme maire de Paris pendant le siège, à tirer par escroquerie une fortune de la famine. Le jour où il aurait à rendre compte de sa mauvaise administration serait aussi celui de sa condamnation ». L’élu victorieux du Thillot affiche un mépris violent face aux provinciaux siégeant au conseil général des Vosges. Plus tard, assagi après sa crise mystique et amoureuse de l’année 1875, il garde constamment à l’esprit la nécessité d’éduquer les classes laborieuses afin d’empêcher les révolutions fracassantes et fixer surtout les populations rurales à la glèbe, prenant autant modèle sur la précédente politique rurale de Napoléon III que sur les paysans pacifiques et croyants de sa montagne natale. L’homme politique craint les effets dévastateurs de l’exode rural.
À Paris, le responsable politique désormais assagi, plus sûr de sa froide détermination, sait modérer ses colères, impressionne par son écoute calme et s’impose petit à petit parmi les chefs républicains. Les débuts difficiles aux postes de responsabilités politiques et les blessures si vivement ressenties pendant les premiers pas ont laissé des traces indéniables dans les lois ferrystes, comme dans ses conceptions de politiques extérieures pragmatiques où il donne un grand crédit à l’avis des militaires, basés à La Réunion ou à Saïgon. Il tente un rapprochement avec Bismarck. Les contacts amorcés ne peuvent aboutir, les élites politiques françaises refusent de traiter avec l’Empire allemand. Il est probable que Jules Ferry admire la façon magistrale dont les Prussiens avaient réussi à sortir du joug autrichien, en premier lieu par l’ouverture, l’entreprise économique et le savoir technique et scientifique.
La contestation la plus violente que Ferry dut subir provient des partisans du général Boulanger qui menacent le simple acquis démocratique et la paix chèrement acquise. Jules Ferry, alors au pouvoir, résiste à cette tempête. L’homme est resté un républicain libéral, modéré et conservant une gamme de pensées idéalistes, à l’aune des hommes politiques français.

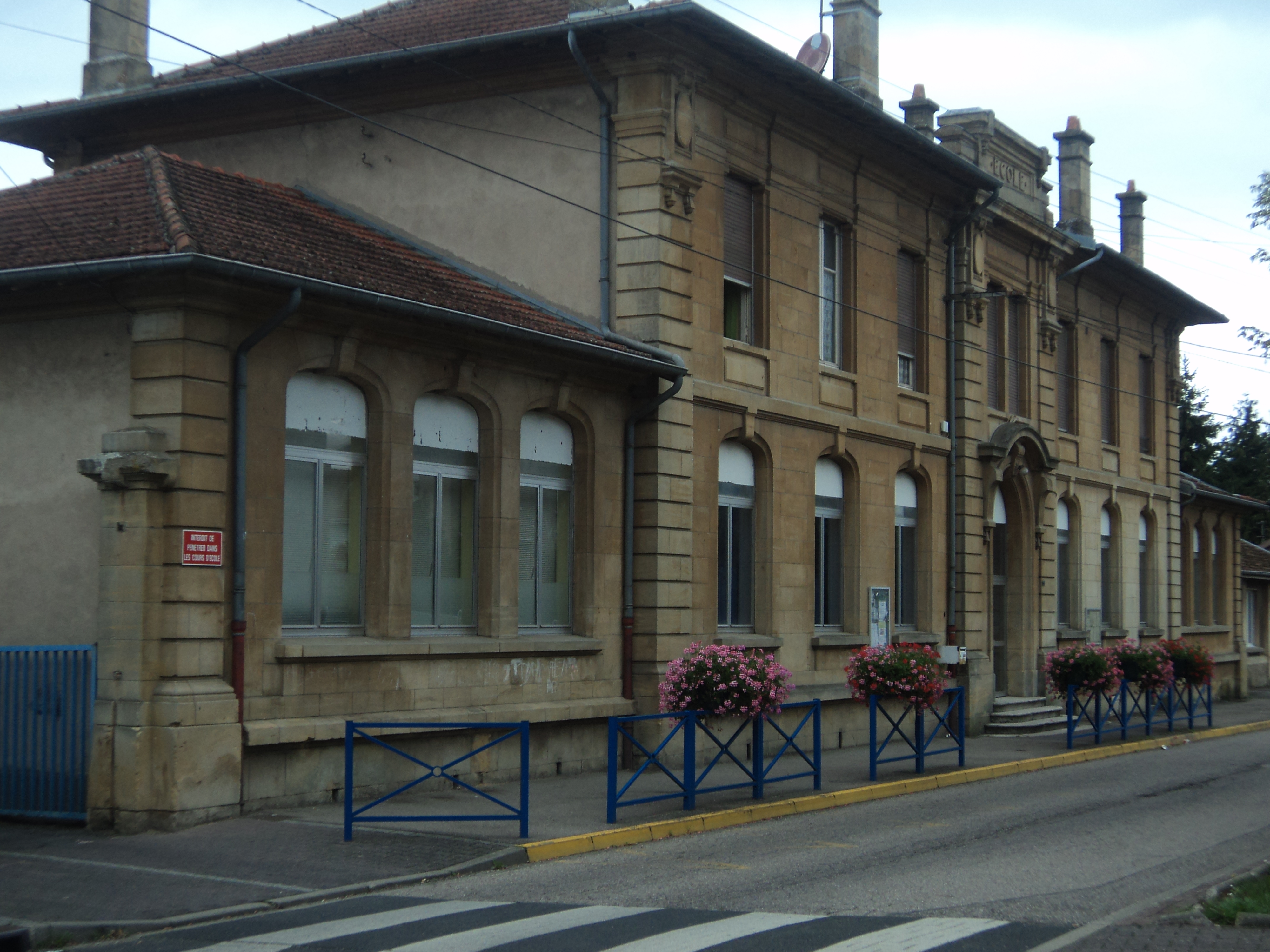
De nombreuses écoles portent le nom de Jules Ferry, comme ici à Tucquegnieux (Meurthe-et-Moselle).

Émile Erckmann, écrivain, le décrit au début de la décennie 1870 avec ces deux mots : « le petit gros ». Il souligne ainsi avec cette description physique banale l’aptitude de l’homme politique à passer des salons des Goguel, possesseurs du château de l’Ermitage, aux moindres estaminets pour les besoins de sa campagne à Saint-Dié. L’ensemble des républicains a une réputation de corruption qui n’est nullement infondée. Erckmann semble peu apprécier l’homme public, au style sec du début des années 1870. L’écrivain George Sand a également laissé un portrait au vitriol du politicien.
Cet homme qui a mené dans l’ensemble une vie privilégiée et parisienne sait parfois être généreux, et le ministre parisien n’a pas oublié ses modestes compatriotes de Saint-Dié ; il a ainsi donné un grand nombre d’ouvrages reliés à la Société philomatique vosgienne. Après sa mort, conformément à son testament, son corps a rejoint le cimetière de la Côte Calot, à Saint-Dié.
Sa loi de 1882 (école laïque et instruction obligatoire), à cause de l'obligation d'utiliser la seule langue française, a sérieusement réduit l'usage des langues locales, en particulier le breton ou l'occitan. L'enseignement français étant obligatoire, quiconque parlait une langue « régionale » à l'école se voyait puni,. Les pratiquants ont ainsi développé une certaine honte à parler leur langue maternelle et les militants des langues locales rendent, pour cette raison, souvent coupable l'école de Ferry de linguicide. L'objectif était cependant que tous les Français puissent comprendre les lois et règlements affichés, et aussi manœuvrer ensemble en cas de guerre.

## Honneurs
Promoteur de l'école publique, gratuite, laïque, Jules Ferry est l'homme le plus célébré au fronton des 67 000 établissements scolaires français (recensement en 2015) : pas moins de 642 écoles, collèges et lycées lui ont donné son nom, devant Jacques Prévert (472), Jean Moulin (434), Jean Jaurès (429), Jeanne d'Arc (423), Antoine de Saint-Exupéry (418), Victor Hugo (365), Louis Pasteur (361), Marie Curie (360), Pierre Curie (357), Jean de La Fontaine (335).

### Timbre-poste
Le 28 septembre 1981, l’administration des PTT émet un timbre postal à son effigie dans le cadre du centenaire de l’école publique. La dessinatrice du timbre est Huguette Sainson.